# East Spencer
East Spencer é uma cidade  localizada no estado norte-americano de Carolina do Norte, no Condado de Rowan.

## Demografia
Segundo o censo norte-americano de 2000, a sua população era de 1755 habitantes.
Em 2006, foi estimada uma população de 1769, um aumento de 14 (0.8%).

## Geografia
De acordo com o United States Census Bureau tem uma área de
4,1 km², dos quais 4,1 km² cobertos por terra e 0,0 km² cobertos por água.

## Localidades na vizinhança
O diagrama seguinte representa as localidades num raio de 16 km ao redor de East Spencer.